# KNVB beker 1977-1978
La Coppa d'Olanda 1977-78  fu la 60ª edizione della competizione.

## Primo turno
8 e 9 ottobre 1977.
| Squadra 1        | Risultato   | Squadra 2            |
| ---------------- | ----------- | -------------------- |
| PEC Zwolle       | 1 - 1 (dts) | Eindhoven            |
| Cambuur          | 2 - 0       | Den Bosch            |
| SVV              | 3 - 3 (dts) | Limburgia            |
| Veendam          | 5 - 2       | Helmond Sport        |
| Wageningen       | 1 - 0       | Amersfoort           |
| Willem II        | 1 - 2       | DWV                  |
| IJsselmeervogels | 2 - 1       | Heerenveen           |
| DOVO             | 2 - 1       | RKAV Volendam        |
| Excelsior        | 5 - 0       | VV Rheden            |
| Dordrecht        | 0 - 1       | BVV 's-Hertogenbosch |
| Groningen        | 2 - 0       | HFC EDO              |
| FC Vlaardingen   | 3 - 0       | Enschedese Boys      |
| Fortuna Sittard  | 3 - 2 (dts) | De Graafschap        |
| Heracles Almelo  | 1 - 0       | MVV                  |

## Secondo turno
19 e 20 novembre 1977. 
| Squadra 1        | Risultato   | Squadra 2            |
| ---------------- | ----------- | -------------------- |
| Haarlem          | 1 - 0       | N.E.C.               |
| PSV              | 6 - 0       | SVV                  |
| Sparta Rotterdam | 5 - 0       | Heracles Almelo      |
| Vitesse          | 3 - 0       | Den Haag             |
| Volendam         | 3 - 3 (dts) | Utrecht              |
| Wageningen       | 2 - 0 (dts) | VVV-Venlo            |
| IJsselmeervogels | 1 - 3       | Groningen            |
| AZ Alkmaar       | 2 - 0       | Fortuna Sittard      |
| Ajax             | 4 - 1       | Telstar              |
| DOVO             | 0 - 3       | Veendam              |
| DWV              | 0 - 1 (dts) | Roda JC              |
| Eindhoven        | 3 - 1 (dts) | Cambuur              |
| Excelsior        | 3 - 2       | NAC Breda            |
| FC Vlaardingen   | 0 - 3       | FC Amsterdam         |
| Feyenoord        | 3 - 0       | BVV 's-Hertogenbosch |
| Go Ahead Eagles  | 2 - 1 (dts) | Twente               |

## Ottavi
Giocati tra il 21 e il 26 dicembre 1977.
| Squadra 1        | Risultato   | Squadra 2       |
| ---------------- | ----------- | --------------- |
| Ajax             | 7 - 0       | Eindhoven       |
| AZ Alkmaar       | 1 - 0       | FC Amsterdam    |
| Excelsior        | 2 - 1       | Groningen       |
| PSV              | 1 - 6       | Wageningen      |
| Roda JC          | 1 - 0       | Haarlem         |
| Sparta Rotterdam | 1 - 0       | Go Ahead Eagles |
| Veendam          | 2 - 1       | Feyenoord       |
| Vitesse          | 4 - 3 (dts) | Utrecht         |

## Quarti
Giocati tra il 1º febbraio e il 15 marzo 1978.
| Squadra 1  | Totale | Squadra 2        | Andata | Ritorno |
| ---------- | ------ | ---------------- | ------ | ------- |
| Roda JC    | 1 - 4  | Ajax             | 0 - 3  | 1 - 1   |
| Veendam    | 2 - 4  | Excelsior        | 2 - 1  | 0 - 3   |
| Vitesse    | 0 - 4  | Sparta Rotterdam | 0 - 2  | 0 - 2   |
| Wageningen | 1 - 3  | AZ Alkmaar       | 1 - 2  | 0 - 1   |

## Semifinali
30 marzo e 19 aprile 1978.
| Squadra 1        | Totale | Squadra 2  | Andata | Ritorno |
| ---------------- | ------ | ---------- | ------ | ------- |
| Excelsior        | 1 - 5  | AZ Alkmaar | 1 - 2  | 0 - 3   |
| Sparta Rotterdam | 2 - 3  | Ajax       | 2 - 1  | 0 - 2   |

## Finale
| Squadra 1  | Risultato | Squadra 2 |
| ---------- | --------- | --------- |
| AZ Alkmaar | 1 - 0     | Ajax      |

| Amsterdam 5 maggio 1978                          | AZ Alkmaar | 1 – 0 | Ajax |  |
| \| \| \| \| \| Van Rijnsoever \| Marcatori \| \| |            |       |      |  |
|                                                  |            |       |      |  |
| Van Rijnsoever                                   | Marcatori  |       |      |  |